# 宮村義人
宮村 義人（みやむら よしと、1952年11月2日 - 2002年9月5日）は、日本の男性俳優・声優。東京都町田市出身。

## 人物
劇団東芸に所属していた。
声優廃業後は福島放送に入社。営業職や総務部担当部長を務めた。
声種はバス。
『タイムパトロール隊オタスケマン』第7話では宮村本人の顔メカ、「武蔵野市の宮村義人君メカ」に採用されたことがある。
趣味・特技は英会話、水泳、音楽、洋画。

## 後任
宮村の廃業および死後、持ち役を引き継いだ人物は以下の通り。
| 後任       | キャラクター名          | 概要作品           | 後任の初担当作品                           |
| ---------- | ----------------------- | ------------------ | ------------------------------------------ |
| 楠大典     | ホセ・メンドーサ        | 『あしたのジョー』 | 『あしたのジョー タイピング泪橋』          |
| 岸野幸正   | ホセ・メンドーサ        | 『あしたのジョー』 | 『ボクシングマニア あしたのジョー』        |
| 田中総一郎 | ホセ・メンドーサ        | 『あしたのジョー』 | 『あしたのジョー 〜まっ白に燃え尽きろ!〜』 |
| 堀内賢雄   | ホセ・メンドーサ        | 『あしたのジョー』 | 『パチスロ あしたのジョー2』               |
| 山寺宏一   | コーラスガラス（2体目） | 『ゼンダマン』     | 『ヤッターマン（第2作）』                  |

## 出演作品

### テレビドラマ
- 日本沈没 第7話「空の牙、黒い竜巻」（1974年11月17日、TBS / 東宝）

### テレビアニメ
- ポールのミラクル大作戦（1977年、真空魔人）
- 闘将ダイモス（1978年、ザウロ）
- 野球狂の詩（1978年）
- ヤッターマン（1978年 - 1979年、鎖鎌、カエリントン）
- 科学忍者隊ガッチャマンF（1979年、メカンドル[3]）
- ザ☆ウルトラマン（1979年 - 1980年、ロト、指揮官、群衆、科学警備隊アナウンス、U40人、サイエン星人司令官[要出典]）
- ゼンダマン（1979年、裁判メカ[4]、ゼンダモグラ[5]、コーラスガラス、大六 他）
- 野球狂の詩（1979年、記者B）
- 宇宙戦艦ヤマトIII（1980年 - 1981年、キーリング）
- 怪物くん（1980年、ドタドン、男）
- タイムパトロール隊オタスケマン（1980年、宮本体育部長、ドロンブス、大岡越前、勝海舟、坂本竜馬 他）
- 最強ロボ ダイオージャ（1980年、収容所所長）
- あしたのジョー2（1981年、ホセ・メンドーサ[6]）

### 劇場アニメ
- ゼンダマン ピラミッドの謎の箱だよ!ゼンダマン（1980年、サイバンマシーン）
- ドラえもん のび太の恐竜（1980年、部下）
- 怪物くん 怪物ランドへの招待（1981年、ガブロ）

### 吹き替え

#### 映画
- エアポート'77/バミューダからの脱出（エディ〈ロバート・フックス〉）※日本テレビ版
- 狼よさらば
- ケイン号の叛乱（ホリブル〈クロード・エイキンズ〉）※フジテレビ版
- さらば愛しき女よ
- スター・ウォーズ エピソード4/新たなる希望（ジョン・D・ブラノン）※劇場公開版（DVDリミテッドエディション収録）
- スター・ウォーズ エピソード5/帝国の逆襲（ボバ・フェット）※劇場公開版（DVDリミテッドエディション収録）
- 007/ダイヤモンドは永遠に（クラウス・ハーガシャイマー〈エド・ビショップ〉）※TBS旧録版

#### ドラマ
- 地上最強の美女バイオニック・ジェミー